# Minister za zunanje zadeve (Irak)
Ministrstvo za zunanje zadeve Republike Irak je ministrstvo Iraka, odgovorno za vodenje zunanjih odnosov države.

## Organizacija
Irak poseduje 86 diplomatskih predstavništev po vsem svetu.

## Seznam ministrov
Sledi seznam iraških zunanjih ministrov od leta 1924: 

### Kraljevina Irak(1921–1958)
- 1924–1930: predsedniki vlad
- 1930–1931: Abdullah Bey al-Damluji
- 1931–1932: Jaafar al-Askari
- 1932–1933: Abdul Kadir Rašid
- 1933–1934: Nuri al-Said
- 1934: Abdullah Bey al-Damluji
- 1934: Tawfiq al-Suwaidi
- 1934–1936: Nuri al-Said
- 1936–1937: Naji al-Asil
- 1937–1938: Tawfiq al-Suwaidi
- 1938–1939: Nuri al-Said
- 1939–1940: Ali Jawdat al-Aiyubi
- 1940–1941: Nuri al-Said
- 1941: Ali Mahmud al-Shaykh
- 1941: Taha al-Hashimi
- 1941: Tawfiq al-Suwaidi
- 1941: Musa al-Shahbander
- 1941: Ali Jawdat al-Aiyubi
- 1941–1942: Sayyid Salih Jabr (acting)
- 1942: Abdullah Bey al-Damluji (acting)
- 1942: Dawood Al-Haidari (acting)
- 1942: Nuri al-Said (acting)
- 1942–1943: Abdul Ilah al-Hafiz
- 1943: Nasrat al-Farisi
- 1943: Abdul Ilah al-Hafiz
- 1943–1944: Mahmud Subhi al-Daftari
- 1944–1945: Arshad al-Umari
- 1945–1946: Hamdi al-Bajaji
- 1946: Tawfiq al-Suwaidi
- 1946: Ali Mumtaz
- 1946–1948: Mohammad Fadhel al-Jamali
- 1948: Hamdi al-Bajaji
- 1948: Nasrat al-Farisi
- 1948: Muzahim al-Bajaji
- 1948–1949: Ali Jawdat al-Aiyubi
- 1949: Abdul Ilah al-Hafiz
- 1949: Mohammad Fadhel al-Jamali
- 1949: Shakir al-Wadi
- 1949–1950: Muzahim al-Bajaji
- 1950: Tawfiq al-Suwaidi
- 1950–1951: Shakir al-Wadi
- 1951: Tawfiq al-Suwaidi
- 1951–1952: Shakir al-Wadi
- 1952: Mohammad Fadhel al-Jamali
- 1953: Tawfiq al-Suwaidi
- 1953–1954: Abdullah Bakr
- 1954: Musa al-Shahbander
- 1954: Mohammad Fadhel al-Jamali
- 1954–1955: Musa al-Shahbander
- 1955–1957: Burhanuddin Bashayan
- 1957: Ali Jawdat al-Aiyubi
- 1957–1958: Burhanuddin Bashayan
- 1958: Mohammad Fadhel al-Jamali
- 1958: Tawfiq al-Suwaidi

### Iraška republika(1958–1968)
- 1958–1959: Abdul Jabbar Jomard
- 1959–1963: Hašem Javad
- 1963: Talib Šabib
- 1963: Salih Mahdi Ammash
- 1963–1964: Subhi Abdul Hamid
- 1964–1965: Naji Talib
- 1965: Abdul Rahman al-Bazzaz
- 1965–1967: Adnan Pachachi
- 1967–1968: Ismail Khairallah (v. d.)

### Ba'athist Irak(1968–2003)
- 1968: Nasser al-Hani
- 1968–1971: Abdul Karim al-Shaikhly
- 1971: Rashid al-Rifai
- 1971–1974: Murtada Said Abdel Baki al-Hadithi
- 1974: Shathel Taqa
- 1974: Hisham al-Shawi (acting)
- 1974–1983: Sa'dun Hammadi
- 1983–1991: Tarik Aziz
- 1991–1992: Ahmad Husajn Khudajir as-Samarrai
- 1992–2001: Mohammad Saeed al-Sahhaf
- 2001: Tariq Aziz (v. d.)
- 2001–2003: Naji Sabri

### Republika Irak(2004– )
| Ime | Ime                              | Portret | Mandat            | Mandat            | Politična stranka                 |
| --- | -------------------------------- | ------- | ----------------- | ----------------- | --------------------------------- |
|     | Mohammad Amin Ahmad              | </img>  | 2003              | 2003              | neodvisen                         |
|     | Ghassan Muhsen                   | </img>  | 2003              | 2003              | neodvisen                         |
|     | Hošyar Zebari                    | </img>  | September 2003    | 11. julij 2014    | Kurdistanska demokratična stranka |
|     | Hussain al-Shahristani (interim) | </img>  | 11. julij 2014    | 8. septembra 2014 | Koalicija pravne države           |
|     | Ibrahim al-Jaafari               | </img>  | 8. septembra 2014 | 25. oktober 2018  | Koalicija pravne države           |
|     | Mohamed Ali Alhakim              | </img>  | 25. oktober 2018  | 12. maj 2020      | neodvisen                         |
|     | Mustafa Al-Kadhimi (interim)     | </img>  | 12. maj 2020      | 6. junij 2020     | neodvisen                         |
|     | Fuad Husein                      | </img>  | 6. junij 2020     |                   | Kurdistanska demokratična stranka |